# Bipassalozetes sabulosus
Bipassalozetes sabulosus är en kvalsterart som först beskrevs av Shtanchaeva 1986.  Bipassalozetes sabulosus ingår i släktet Bipassalozetes och familjen Passalozetidae. Inga underarter finns listade.